# Scotinotylus regalis
Scotinotylus regalis är en spindelart som beskrevs av Alfred Frank Millidge 1981. Scotinotylus regalis ingår i släktet Scotinotylus och familjen täckvävarspindlar. Inga underarter finns listade i Catalogue of Life.